# Kronoby
Kronoby (in finlandese Kruunupyy) è un comune finlandese di 6405 abitanti, facente parte dell'Ostrobotnia svedese e situato nella regione dell'Ostrobotnia.
La superficie è di 752,65 km² di cui il 5% sono acque. La densità è di circa 9 abitanti per km².
Kronoby è un comune con due lingue ufficiali, lo svedese è quella più diffusa ed è la lingua madre di circa il 79% degli abitanti di Kronoby, mentre gli abitanti di lingua madre finlandese sono il 18% circa.
Nel 1969 i comuni di Nedervetil e Terjärv vennero accorpati al comune di Kronoby.
L'aeroporto di Kokkola-Pietarsaari è situato nel comune di Kronoby.
Qui nacque l'atleta Mona-Lisa Pursiainen.

## Società

### Lingue e dialetti
Le lingue ufficiali di Kronoby sono lo svedese ed il finlandese.
| %     | Ripartizione linguistica (gruppi principali) |
| ----- | -------------------------------------------- |
| 79%   | madrelingua svedese                          |
| 18,1% | madrelingua finlandese                       |

Nel comune di Kronoby viene parlato un dialetto svedese discendente dalla lingua svedese.
Molte delle vecchie parole sono state preservate e ciò che é caratteristico del "dialetto di Krombi" é il suo grande uso di dittonghi e abbreviazioni.

## Suddivisione del comune di Kronoby

### Kronoby
Gli abitanti di Kronoby sono circa 3 000.

### Terjärv
Gli abitanti di Terjärv sono circa 1 800.

### Nedervetil
Gli abitanti di Nedervetil sono circa 1 500.
Altri piccoli centri sono: Småbönders (300 abitanti circa), Högnabba (circa 100 abitanti), Merjärv, bråtö, Norrby, Hopsala, Påras.

## Sport

### Calcio
La squadra di calcio di Kronoby si chiama HBK (Hovsala bollklubb) ed attualmente gioca in divisione 4.
La squadra di calcio di Nedervetil si chiama Ik Myran ed attualmente gioca in divisione 4.
La squadra di calcio di Terjärv si chiama TUS (Terjärv Ungdoms Sportklubb) ed attualmente gioca in divisione 4.

### Altre società
- IF Åsarna- ginnastica
- IK Kronan- hockey su ghiaccio,sci, ginnastica, orientamento
- OK Botnia- orientamento
- Sk Åsen- sci

## Attrazioni

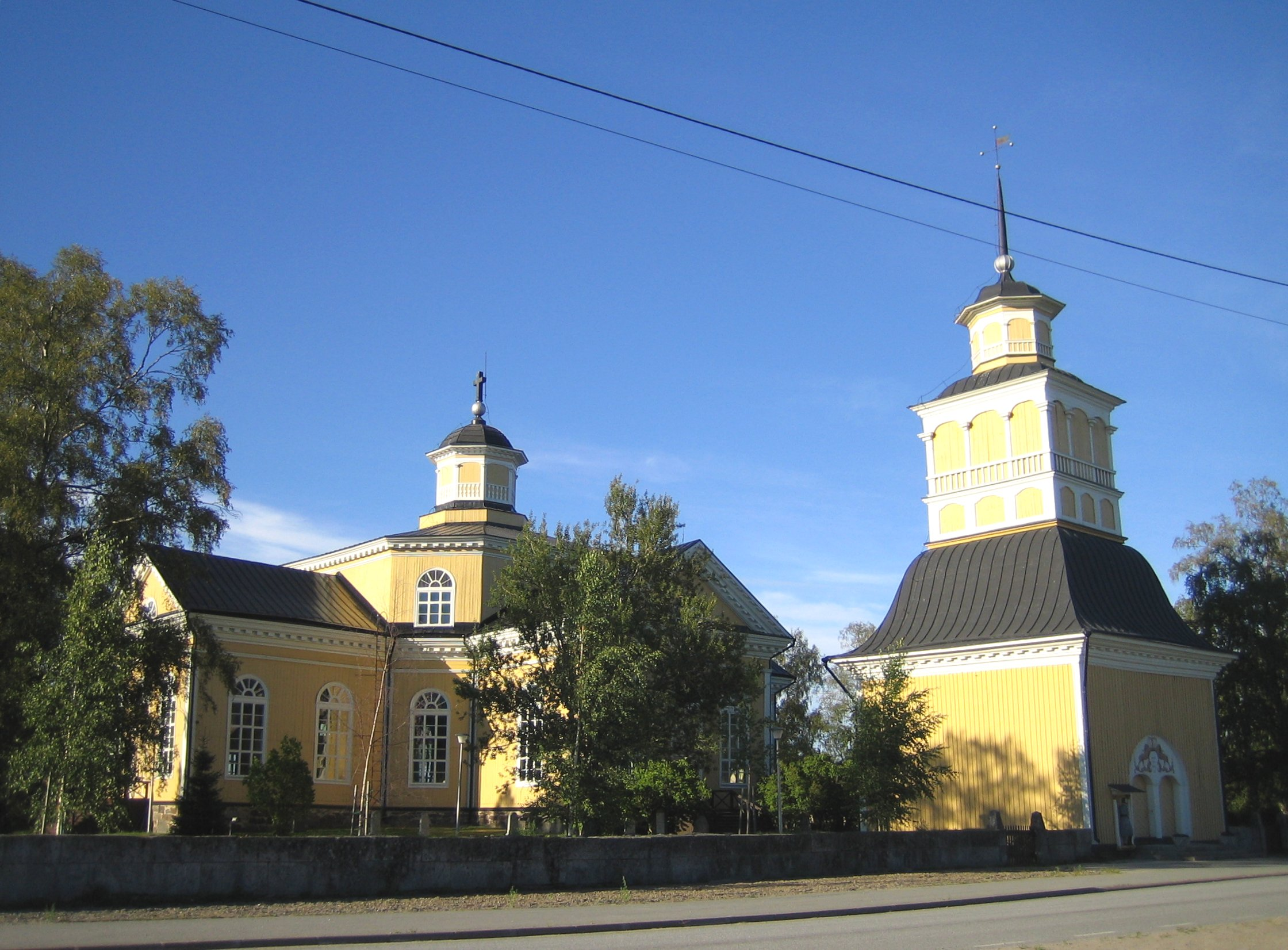
Chiesa di Kronoby

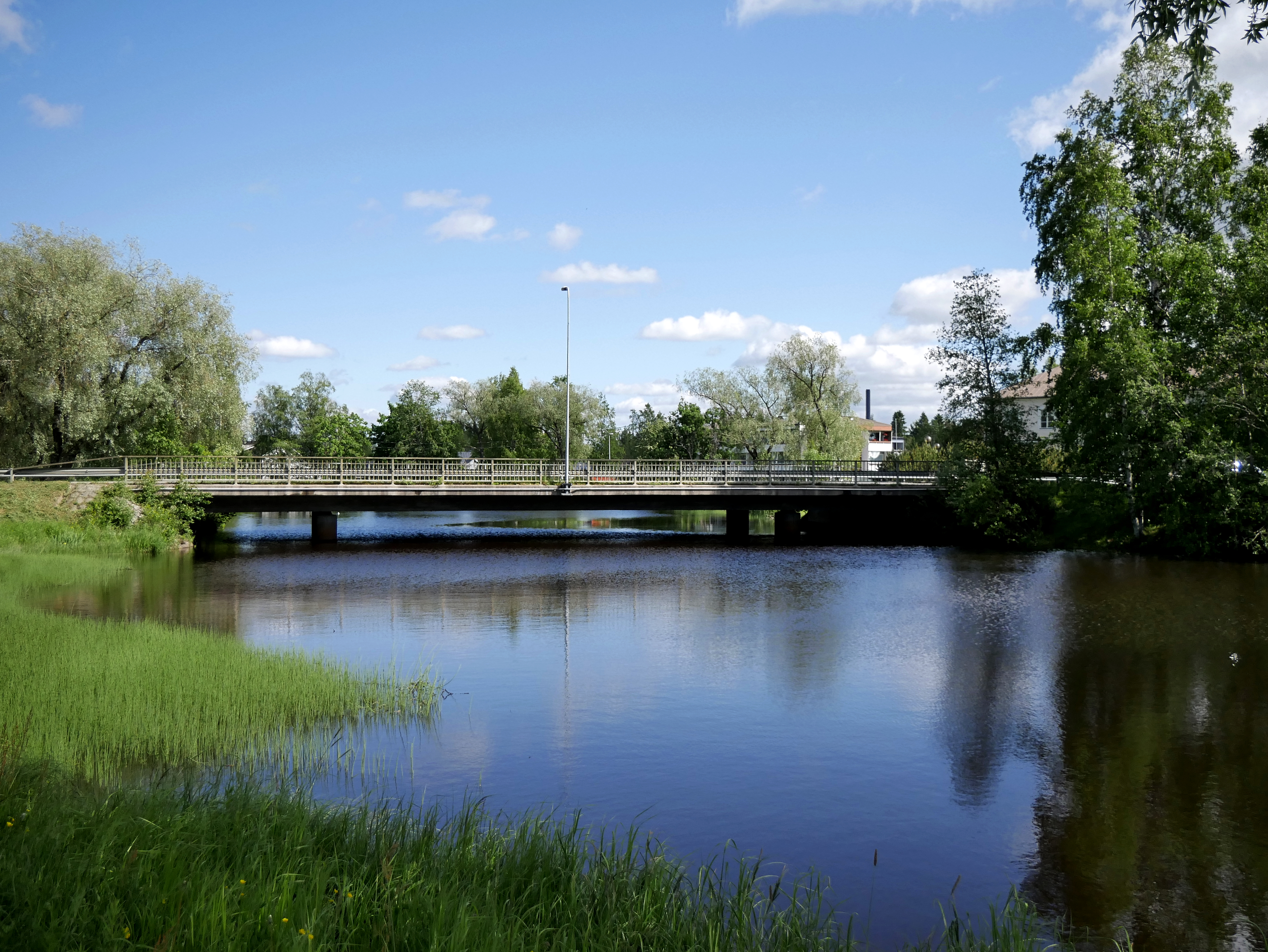
Fiume di Kronoby

- Kronoby kyrka (chiesa di Kronoby) costruita nel 1822
- Torgare prästgård (museo)
- Cronoholmens skeppsvarv (vecchio cantiere navale in uso sino al 1700)
- Korpholmens spetälskehospital  (vecchio ospedale in funzione dal 1631 al 1841-oggi museo)
- Tolvmansgården (vecchio villaggio)
- Kronomagasinen
- Minnesmärke över slaget i Kronoby 1808 (Memoriale della battaglia di Kronoby del 1808)
- Påras kapell (cappella)
- Kronobys ön (fiume di Kronoby)